# Торн, Реймонд
Реймонд Комсток Торн (англ. Raymond Comstock Thorne; 29 апреля 1887, Чикаго — 10 января 1921, Лос-Анджелес) — американский пловец, серебряный призёр летних Олимпийских игр 1904.
На Играх 1904 в Сент-Луисе Торн участвовал в эстафете 4×50 ярдов вольным стилем и гонке на 50 ярдов вольным стилем. В первой дисциплине вместе со своей командой он занял второе место и выиграл серебряную медаль, а во второй занял шестое место.